# Operación Clambake
Operación Clambake, es una página web y  organización sin ánimo de lucro con sede en Noruega. Su nombre de dominio es xenu.net,  Fue fundada en 1996, por Andreas Heldal-Lund, sus publicaciones se basan en críticas a la Iglesia de la Cienciología. Actualmente es de Andreas Heldal-Lund, quien ha declarado que apoya los derechos de todas las personas a practicar la religión de la Cienciología o cualquier religión. Operación Clambake se ha referido a la Iglesia de la Cienciología como "un culto vicioso y peligroso que se presenta como una religión". El sitio web incluye textos de peticiones, artículos de noticias, revelaciones y documentos de fuentes primarias. Se clasifica como el segundo de búsquedas de Google para el término "Cienciología".
El plazo de la organización se refiere a un tipo de noción como la de Cienciología de L. Ronald Hubbard: Una Historia del Hombre, los humanos siguen una "línea genética", que incluye almejas, se ven afectados los problemas psicológicos que afectan a los seres humanos por las experiencias pasadas . El nombre de dominio xenu.net es una referencia al carácter Xenu de documentos secretos de la Cienciología "OT III".
En 1996, el sitio fue uno de los primeros lugares que tuvo documentos secretos relacionados con la Cienciología Xenu y OT III. Poco después, la Iglesia de la Cienciología intentó obtener el material retirado de la Operación Clambake y otros sitios de Internet a través de cartas escritas por un abogado y la Digital Millennium Copyright Act. Después de recibir un aviso de desmontaje DMCA, Google elimina muchas páginas Xenu.net de sus índices en las búsquedas de "Cienciología". Esto inspiró a Google para contribuir al archivo de Chilling Effects, informar a otros sobre el material que faltan en los índices de Google debido a los avisos de desmontaje de DMCA y otras amenazas legales.
Operación Clambake es consultada por organizaciones de medios de comunicación y otros grupos para obtener información sobre Cienciología. Dateline NBC citó la organización en una pieza de periodismo de investigación 1998, al igual que otras publicaciones como The Wall Street Journal, el New York Times y Associated Press. Durante el semestre de primavera de 2002 , Xenu.net se incluyó como lectura obligatoria en un curso de la Universidad de Nueva York, el "derecho de autor y la censura",  y en 2003 webmaster Andreas Heldal-Lund recibió el Premio de Derechos Humanos Leipzig 2003 por el Comité Europeo de Ciudadanos-americanos para los Derechos Humanos y la libertad religiosa en los EE.UU., una organización opuesta a la Iglesia de la Cienciología.

## Fundación

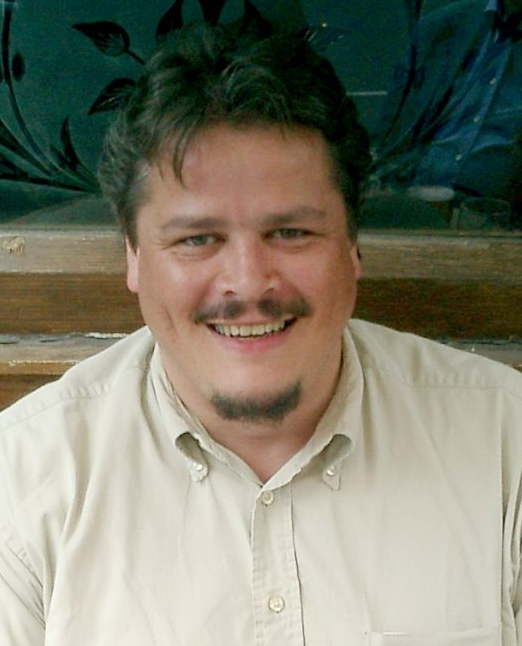
Andreas Heldal-Lund, fundador de Operación Clambake.

Operación Clambake fue fundada en 1996 por Andreas Heldal-Lund , un gerente de tecnología de la información en Stavanger, Noruega, que administra el sitio en www.xenu.net. Este nombre es descrito como una provocación ya que es vista como una caricatura del personaje Xenu y Cienciologia cosmogonía. Operación Clambake se ha registrado en Noruega como una organización sin ánimo de lucro.
El nombre  "Operación Clambake" define una referencia a las declaraciones realizadas por L. Ronald Hubbard en el que se describen que los problemas de los seres humanos de son el resultado de eventos traumáticos experimentados por ellos como seres espirituales cuando habitaban los cuerpos de las almejas durante la evolución de la Tierra. En Scientology de Hubbard : Una Historia del Hombre, afirma que seres humanos siguen su noción de la "línea genética" de la "entidad genética", que incluye a las almejas (así como perezosos, volcanes, y un "sentido de ser comido"), y ciertos problemas psicológicos humanos descendientes de las dificultades experimentadas las almejas. Hubbard define "línea genética" como una colección de los totales de "incidentes" ocurridos durante la evolución de lo que se refiere a la Cienciología como el "cuerpo MEST".

## Conflicto

### Documentos OT III
Antes del conflicto directo con la Iglesia de la Cienciología, Operación Clambake había descrito en su sitio Amazon.com un pedazo de cielo azul, una obra fundamental de la Cienciología. Con el tiempo el sitio se convirtió en un punto central denominado "la guerra entre Cienciología y el Internet". El 8 de noviembre de 1996, la Operación Clambake fue uno de los primeros sitios para albergar documentos secretos de OT III que describen la historia de Xenu. Operación Clambake mantiene la posición de que la publicación de estos documentos Iglesia interna de la Cienciología están permitidos bajo "uso justo" asignación del derecho de autor reconocido internacionalmente. La Iglesia de la Cienciología amenazó con emprender acciones legales contra varios proveedores de servicios de Internet que alojan el sitio, exigiendo ser removido de Internet para alojar información con derechos de autor por la Iglesia de la Cienciología.
En 1998 Salon informó que los cienciólogos fueron bloqueados de sitios de visualización crítica de la Cienciología, incluyendo la Operación Clambake y alt.religion.scientology, mediante el uso de un programa de filtro de contenido se hace referencia por la crítica como Scieno Sitter. La Iglesia de la Cienciología fue incapaz de cerrar el proveedor de servicios de Internet de Operación Clambake en Noruega. La organización tuvo éxito en el cierre de la conexión de proveedor de servicios de Internet del sitio, con sede en Holanda Xtended Internet. En noviembre de 2002, proveedor de conectividad a Internet de Xtended, Cignal Global Communications recibió una carta de un abogado de la Iglesia de Scientology alegando infracción de derechos de autor y marca registrada involucrado con Xenu.net. Esta carta dirigida a Cignal Global Communications, una empresa con sede en Estados Unidos, terminando su servicio con Xtended Internet, que tuvo que trasladar su empresa a un nuevo proveedor de red troncal.

### DMCA y exclusión de la lista de Google
En varios incidentes documentados en publicaciones como The New York Times, Slashdot y Wired, la Iglesia de la Cienciología también ha utilizado la polémica Ley de Derechos de Autor del Milenio Digital(DMCA) para obligar a los sitios web notables (incluyendo el motor de búsqueda de Google) para eliminar la página de inicio la Operación Clambake, y varios volantes con información de derechos de autor, de sus índices. Debido a que el sitio de Xenu.net en sí se basa en Noruega, que no cae bajo la jurisdicción de la DMCA .
En marzo de 2002, Google acordó limitar el acceso a material crítico de la Iglesia de la Cienciología en www.xenu.net, después de que fue demandada por la Iglesia de la Cienciología por infracción de derechos de autor. Información de la Iglesia de la Cienciología se había opuesto a incluirse un informe interno sobre la muerte de Lisa McPherson, e imágenes de L. Ronald Hubbard. Google ha recibido críticas por sus acciones, y The Guardian informó que la Operación Clambake sospecha de la Iglesia de la Cienciología principal preocupación de documentos secretos donde "L. Ron Hubbard se dice que describen cómo un gobernante galáctico llamado Xenu ajeno es la raíz de todos los dolores humanos". Después de la Operación Clambake fue retirado de la lista de Google, los defensores de la libertad de expresión sitiados Google, quejándose de que la compañía estaba censurando los resultados de búsqueda. Antes de la exclusión de la lista de la página Operación Clambake de Google, CBC News informó que el sitio realizaba cuarto en una búsqueda de "Cienciología". Después de las acciones de Google, Xenu.net no apareció en las búsquedas de "Cienciología".

### Secuelas
A pesar de que Google hizo eliminar los enlaces a la Operación Clambake por un corto tiempo, en lugar de los enlaces reales, Google publicó un aviso que explica los enlaces fueron retirados debido a la DMCA, y dónde el internauta puede ir para encontrar más información. En abril de 2002, el International Herald Tribune informó que el efecto neto de la controversia de derechos de autor en realidad condujo hasta el número de enlaces a www.xenu.net, que mejoró sus resultados en las búsquedas de "Cienciología" en Google para el número dos en la página de resultados -solo por debajo del sitio oficial de la Iglesia de la Cienciología. Al reflexionar sobre la controversia en una entrevista en febrero de 2003 en la revista The Boston Globe, el fundador de Google, Serguéi Brin, declaró: "En última instancia donde terminamos era la conclusión correcta, pero no nos manejamos inicialmente correctamente." Algunos grupos crítica de la Iglesia de las acciones de la Cienciología han utilizado más adelante la técnica de bomba de Google para aumentar el ranking de Google de Operación Clambake al número de tres ranuras en una búsqueda de "Cienciología" en el motor de búsqueda, vinculando el término "Cienciología" en sus páginas web a http://www.xenu.net/. La misma Iglesia de la Cienciología también ha sido acusada de un intento de bombardeo de Google para la fabricación de un gran número de sitios web con enlaces términos "Cienciología" y "L. Ronald Hubbard" el uno al otro.
La publicidad derivada de este incidente fue el impulso para Google contribuyendo al archivo Chilling Effects, que archiva las amenazas legales de todo tipo hechas contra los usuarios de Internet y sitios de Internet. Chilling Effects contiene la carta de queja original a partir de la firma de abogados utilizado por la Iglesia de la Cienciología , Moxon y Kobrin. Helena Kobrin, abogada de la Iglesia de la Cienciología, indicó que ella se ofendió por el nombre del sitio web, diciendo: "Esto implica que la Primera Enmienda da a la gente algún derecho especial para infringir los derechos de autor." Sergey Brin y Larry Page, fueron interrogados sobre la respuesta de Google a la Iglesia de Cineciología de quejas en una entrevista de 2004 en la revista Playboy, y que apreciaban Chilling Effects como un "buen compromiso". Brin ha explicado el nuevo escenario: "Así que ahora, si usted hace una búsqueda genérica sobre la Cienciología, se obtiene un enlace a un sitio que trata sobre los aspectos jurídicos de por qué el sitio anti-Cienciología no está en la lista."
También en 2002, Internet Archive elimina todas las páginas de archivos Wayback Machine de Xenu.net a petición de los abogados de la Iglesia de la Cienciología. Inicialmente consultas informaron que las páginas habían sido retiradas "por petición del propietario del sitio", que Andreas Heldal-Lund negó. Esto fue cambiado posteriormente a un mensaje genérico "Bloqueado error Sitio".

## Recepción

### Premios y reconocimientos
Operación Clambake se incluye como parte de la Biblioteca del Congreso "Septiembre 11 Archivo Web" y en la primavera de 2002 fue incluido www.xenu.net como lectura obligatoria para el curso "Informática en principio y práctica" de la Universidad de Nueva York, bajo una sección sobre "Derecho de Autor y la censura".
El 17 de mayo de 2003, el webmaster de la Operación Clambake Andreas Heldal-Lund recibió el Premio de Derechos Humanos 2003 Leipzig desde el Comité de Ciudadanos Europea-Americana de Derechos Humanos y la libertad religiosa en los EE.UU., una organización que establece que se compone de "oponentes de Cientología de todo sobre el mundo". Operación Clambake fue citada por el Comité para exponer lo que se refiere como "fraude y violaciones de los derechos humanos" de la Iglesia de la Cienciología en los Estados Unidos. El exsecretario de Estado de Francia, Alain Vivien, presentó Heldal-Lund con el premio, y declaró que su trabajo ha puesto de manifiesto las acciones de los cienciólogos con "respeto y la inteligencia". En su discurso de aceptación, Heldal-Lund habló sobre la libertad de expresión, y destacó el papel del ciudadano individual.

### Recursos para los medios
El 16 de junio de 1998, Dateline NBC transmitió una pieza de periodismo de investigación en la Cienciología, y la Operación Clambake se hace referencia en la pantalla como un recurso para aprender sobre "Xenu y las almas de despiece". El St. Petersburg Times llamó Operación Clambake: "el más conocido de los sitios Web críticos" en la Cienciología. El New Straits Times se refiere el sitio como "una fantástica fuente de información para cualquier persona interesada en el culto a la Cienciología". En julio de 2000 The Wall Street Journal incluyó Operación Clambake entre su lista de "Nuestros Sitios favoritos" en la sección "Opinión, Comentario y chisme". El Seattle Times describió Operación Clambake como "uno de los más populares" sitios críticos de la Cienciología .
Muchas otras organizaciones de noticias han reconocido su trabajo. BBC escribió: " El sitio de Operación Clambake retrata la Iglesia como un culto hambriento de dinero.", y un artículo en The New York Times declaró: "El sitio retrata la iglesia como un culto codicioso que explota a sus miembros y acosa a los críticos." Sin embargo, otros artículos de noticias han llamado Operación Clambake "un sitio web anti-Cienciología", y el programa "Technofile" en Sky News lo llamó "uno de los sitios más controvertidos en la web". La Associated Press citó la historia de Xenu y OT III en la descripción de la página web: " Los críticos en www.xenu.net y en otros lugares dicen cienciólogos avanzados se les enseña que hace 75 millones de años, el gobernante cósmico Xenu paralizó miles de millones de personas en nuestra galaxia, apilados ellos en la Tierra y destruyó sus cuerpos con bombas de hidrógeno, aunque las almas traumatizadas sobrevivieron".
Más recientemente, los medios de comunicación han consultado Operación Clambake y de su titular cuando la búsqueda de información para el fondo en historias que involucran Iglesia de Ciencilogía y las organizaciones relacionadas. El Sunday Times utiliza los recursos de la Operación Clambake mientras se hace una historia de enero de 2007 sobre Narconon y sus vínculos con la Iglesia de la Cienciología. El Daily Reveille consultado recursos Operación Clambake para un artículo sobre el programa "Second Chance", específicamente para el fondo en la doctrina de la Cienciología conocido como el "Recorrido de Purificación". En abril de 2007, el Daily News citó un "boletín de emergencia" difundida por la Iglesia de los líderes de la Cienciología que se colocó en la Operación Clambake, que parecía refutar las afirmaciones de Iglesia de representantes de la cientología que sus ministros se les prohibió el proselitismo en el campus después de la masacre de Virginia Tech. En agosto de 2007, la Associated Press incluyó información de Operación Clambake en un artículo sobre los intentos de Scientology para conectar con los líderes religiosos de otras religiones.

### La percepción académica

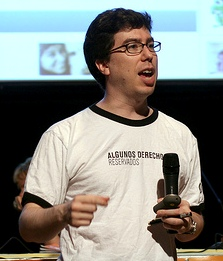
Profesor Jonathan Zittrain de Harvard Law

En ¿Quién controla Internet?: ilusiones de un mundo sin fronteras, Jack Goldsmith señala que la página del sitio de "biblioteca secreta de la Cienciología" se ha bloqueado y Google por un corto tiempo. Se observa que las acciones de Google en la materia eran indicativos de su política para eliminar los resultados de búsqueda cuando se ven amenazados por la acción gubernamental. El incidente entre Google y la Iglesia de la Cienciología que implica el sitio web también se discutió en una reunión anual de la barra del estado de California, y ha sido citado como parte de la jurisprudencia de "Ley de Propiedad Intelectual doméstica en el ciberespacio."
Fred von Lohmann, abogado de la Electronic Frontier Foundation, expresó su preocupación de libertad de expresión en el caso Xenu.net, declarando: "El peligro es que la gente va a tratar de silenciar a los críticos con el pretexto de una infracción de copyright." En Más allá de la Primera Enmienda: La política de la libre expresión y el pluralismo, autor Samuel Peter Nelson plantea la pregunta: "¿Por qué un agente particular (Iglesia de Cienciología) en los Estados Unidos tienen el poder para restringir el discurso de un editorial ciudadano holandés en los Países Bajos cuyo discurso está protegido por la legislación holandesa?" En una entrevista en la controversia Xenu.net, profesor de la Escuela de Derecho de Harvard Jonathan Zittrain predijo que más conflictos que afectan a la Iglesia de la Cienciología eran propensos a ocurrir en el futuro. Zittrain afirma: "La vanguardia en este tipo de batallas es a menudo la Iglesia de la Cienciología tienen muy bien afinado procedimientos y tácticas para eliminar la información que les resulta desagradable."
Operación Clambake como ejemplo de una respuesta de Internet a un movimiento polémico en su libro de 2003 La comprensión de los nuevos movimientos religiosos, John A. Saliba y J. Gordon Melton hace referencia al sitio como "una página web dedicada a los aspectos negativos de la Cienciología". Douglas E. Cowan, escribiendo en Religión en línea (2004), Operación Clambake caracteriza como un ejemplo de un "exceso de sitios dedicados a las llamadas organizaciones de control o [...] páginas de inicio de descontentos ex-miembros." Según Cowan, la cobertura de Internet de la Iglesia de la Cienciología representa un "importante ejemplo de propagandas que luchan por la autoridad y el control tanto en línea como fuera de la competencia". Cowan propone que la Operación Clambake pretende demostrar que la Iglesia de la Cienciología "carece de cualquier valor social". Cowan señala que la mayor parte del contenido presentado por el sitio no es el resultado de una investigación original por el propietario, sino más bien una colección de hipervínculos a informes de prensa, artículos académicos y populares, documentos de la corte y libros fuera de impresión. Complemento de los vínculos de ideas afines sitios de alojamiento esencialmente la misma información, el resultado es considerado por Cowan siendo la inflación de la cantidad aparente de anti-Cienciología material disponible. Según Cowan, Operación Clambake no está diseñado para ser leído por los cienciólogos, sino más bien pensado para aquellos que ya tienen una opinión negativa sobre la Cienciología y podría unirse a Heldal-Lund, en su propósito de auto-declarado: "La lucha contra la Iglesia de la Cienciología en el Red." Cowan compara el sitio a un esfuerzo de propaganda, y escribe un mensaje que se presenta repetidamente, de manera coherente a un público objetivo que ya tiene cierta afinidad con ella, lo que lleva a una construcción algo auto-limitante de la realidad.